# Organizační management

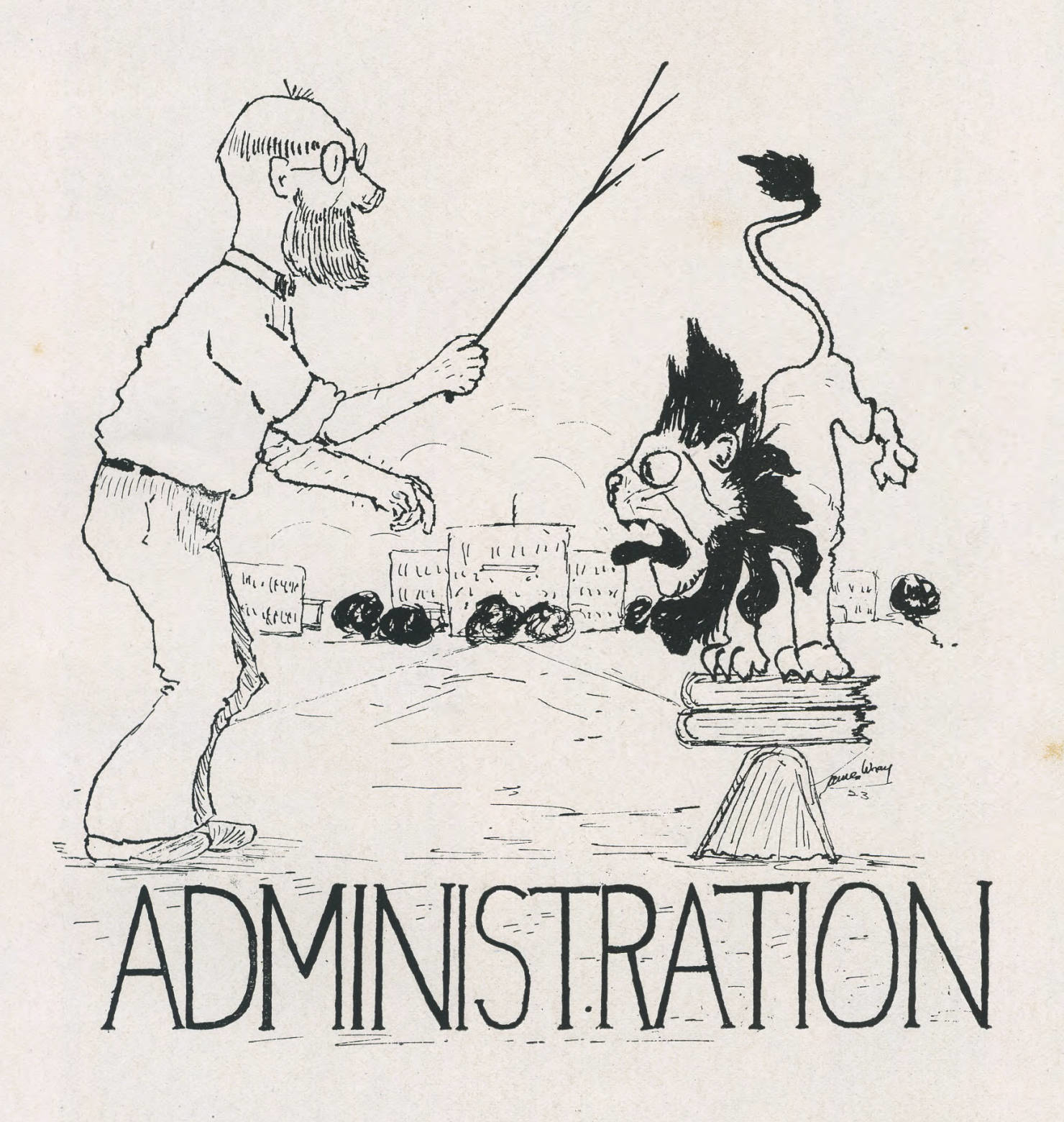
Locust yearbook, Administrativa, 1923

Organizování je vymezení vzájemných vztahů lidí (jednotlivců, skupin) a prostředků při plnění určitých záměrů. Proces organizování zahrnuje stanovení a uspořádání požadovaných činností, stanovení a zajištění racionální dělby práce, seskupování činností potřebných pro dosažení stanovených cílů, stanovení a přiřazení (delegace) rolí lidí a zabezpečení horizontální a vertikální koordinace lidí, zdrojů a prováděných činností.

## Typy organizačních struktur

### Organizační struktury podle formálnosti
- Formální organizační struktura – je chápána jako struktura organizačních jednotek ve formálně organizované organizaci, kde je jednoznačně daná nadřízenost a podřízenost, odpovědnosti a pravomoci jednotlivých vedoucích a celých útvarů. Obvykle je deklarována pomocí organizačních řádů a charakterizována pomocí organizačních schémat
- Neformální organizační struktura – vznikají ve firmách spontánně a jsou tvořeny skupinkami lidí společných zájmů, nejsou vytvářeny ani požadovány organizační strukturou. Silně ovlivňuje spokojenost lidí s podmínkami na pracovišti, jejich morálku a chování, motivaci k práci, tvůrčí účast.

### Organizační struktury podle hlediska sdružování činností
- Funkcionální organizační struktura – je základní organizační formou, ve které se pracovníci sdružují podle podobnosti úkolů, dovedností nebo aktivit (např. výroba, výzkum, finance). Je založena na funkční specializaci dílčích jednotek (útvarů). Výhodou je efektivnost založená na specializaci odborníků, jednotné řízení. Nevýhodou je nutnost větší koordinace mezi jednotlivými funkčními oblastmi, sklon k jednostrannému řešení komplexních úkolů.
- Výrobková struktura – je založena na výrobkové specializaci, každý druh výrobku má svůj útvar, který zajišťuje pro tento výrobek vše (marketing, vývoj, zásobování, výrobu, prodej). Typickou výrobkovou strukturou je divizionální organizační struktura (rozhodující charakteristikou divizí je přímá vazba na trh). Výhody: účelné, komplexní řízení jednotlivých podnikatelských aktivit. Nevýhody: řízení celé firmy je obtížné, protože jednotlivé obory (divize) spolu soupeří, nekoordinovaná prodejní politika firmy jako celku.
- Ostatní účelové struktury: podle specifických potřeb může jít o sdružování podle:
  - zákazníků (odběratelů)
  - dodavatelů
  - poskytovaných služeb
  - teritoriálního určení prodeje

### Organizační struktury podle hlediska rozhodovací pravomoci a zodpovědnosti
- Liniová organizační struktura – je založena na principu jediného vedoucího a na přímé odpovědnosti a pravomoci, přesně tedy určuje vztahy přímé rozhodovací pravomoci. Výhodou je jasné určení pravomocí a odpovědností, nevýhodou vysoká náročnost na odbornost vedoucího.
- Štábní struktura – vedoucí potřebují pro své kvalifikované rozhodování podporu a radu od specializovaných odborných útvarů „štábů“, které nemají žádnou rozhodovací ani řídící pravomoc a jsou pouze pomocníky.
- Liniově-štábní struktura – rozhodující řídící pravomoc zůstává na liniovém řízení, ale jejich pomocné štáby mají také určité přesně vymezené řídící kompetence, úkoly vypracované štáby schvaluje vedoucí.
- Cílově-programová struktura – jeden pracovník může být zároveň podřízen dvěma i více vedoucím, typickým příkladem těchto struktur je:
  - Maticová struktura – vytváří vedoucí projektů, kteří si vybírají nejvhodnější spolupracovníky z ostatních útvarů s jejichž pomocí budou realizovat stanovené úkoly. V jedné organizaci tak existuje linie funkčních útvarů a linie projektová, která odpovídá za realizaci jednoho nebo více projektů. V maticových strukturách se uplatňuje převážně týmová práce.

### Organizační struktury podle míry delegace pravomoci a zodpovědnosti
- Centralizovaná organizační struktura – pravomoci a odpovědnosti jsou soustředěny centrálně v rukou omezeného okruhu vedoucích, kteří rozhodují všechna důležitá řídící rozhodnutí
- Decentralizovaná organizační struktura – pravomoci a odpovědnosti jsou delegovány na výrazně větší okruh vedoucích a vrcholové vedení přebírá především funkci kontrolní a koordinační

### Organizační struktury podle členitosti
- Strmá organizační struktura – vyznačuje se mnoha úrovněmi mezi řadovými pracovníky a vrcholovým vedením, každý vedoucí pracovník má poměrně malý počet podřízených
- Plochá organizační struktura – malý počet úrovní, velký počet podřízených vedoucímu

### Organizační struktury podle časového trvání
- Dočasná organizační struktura – předpokládá se u nich časově omezené trvání
- Trvalá organizační struktura – využívání dočasných organizačních struktur

## Faktory ovlivňující efektivní výběr organizačních struktur
Vždy záleží na záměrech vrcholového vedení
- vnitřní faktory:
  - velikost firmy
  - výrobně-technická základna
  - teritoriální umístění
- vnější faktory:
  - stabilita podnikatelského prostředí
  - vliv vědeckotechnické revoluce
  - legislativní možnosti

## Postupy vytváření a adaptace organizačních struktur
1. vytipování potřebných hlavních, obslužných a pomocných činností
2. provedení racionální dělby práce
3. racionální sdružování účelně specializovaných činností do strukturálních útvarů
4. dořešení pravomoci a odpovědnosti
5. zajištění způsobu koordinace – způsob stanovení úkolů kontroly jejich plnění, zajištění racionálního hospodaření se zdroji, přenos informací a reakce na změny

## Chyby vyskytující se při organizování
- Chyby ovlivňující plánování – organizování by mělo vycházet ze stanovené podnikatelské strategie a cílů
- Chyby ovlivňující vyjasnění vzájemných vztahů – neujasněnost pravomocí a odpovědnosti, neznalost úkolů
- Chyby ovlivňující delegování pravomoci – neochota manažerů nechat proniknout rozhodování dolů do organizační struktury
- Zmatek mezi liniemi pravomocí a informačními liniemi – důležité informace by měly být volně dostupné lidem na všech organizačních úrovních
- Udělování pravomoci bez přesné odpovědnosti – vyžadování odpovědností u lidí, kteří nemají pravomoc
- Nesprávné využívání zaměstnaneckých pozic – jedná se o oslabení pravomoci manažerů zaměstnaneckými specialisty, v případě nejasného delegování
- Nesprávné používání funkcionální pravomoci – nedefinované nebo neomezené funkcionální pravomoci některých organizačních jednotek
- Vícenásobná podřízenost
- Nepochopení funkce obslužných organizačních jednotek – nedoceňování nebo přeceňování funkce obslužných organizačních jednotek
- Přehnané nebo nedostatečné organizování